# Stettin (Schiff, 1886)
Der Reichspostdampfer Stettin war das erste neu gebaute Schiff des Norddeutschen Lloyd (NDL) für eine Zweiglinie des Reichspostdampferdienstes. Nach Abschluss des Vertrages mit dem Deutschen Reich gab der NDL bei der AG Vulcan in Stettin je drei Dampfer für die Haupt- und für die Zweiglinien in Auftrag.
Eines der Ziele des Reichspostdampfergesetzes, ein Großauftrag an die deutsche Werftindustrie, war damit schon erreicht. Bis dahin hatte der NDL nur einige Dampfer für die England-Fahrt bei deutschen Werften geordert. Die AG Vulcan in Stettin wurde der Hauptauftragnehmer des NDL und lieferte bis 1914 24 Ozeandampfer an den NDL, alle vier Vier-Schornstein-Schnelldampfer und das größte Lloyd-Vorkriegsschiff George Washington.

## Einsatz
Die Stettin lief am 17. Juni 1886 zu ihrer Überführungsfahrt nach Hongkong aus, um von dort die vereinbarte Zweiglinie nach Japan zu bedienen. Am 13. August begann die erste Fahrt des NDL nach Nagasaki. Wie auch die Schwesterschiffe bewährte sich der Dampfer nicht besonders. Die kleinen, luxuriös ausgestatteten Schiffe erwiesen sich als unpraktisch in der Handhabung und bei schwerem Wetter als kaum einsetzbar.
Am 26. August 1887 nahm die Stettin den Dienst auf der Mittelmeer-Zweiglinie Brindisi – Port Said auf, wo auch schon das Schwesterschiff Danzig eingesetzt wurde. 1893 wurde die Linie aufgegeben, da die Postdampfer nunmehr die nachgeführte Post aus Deutschland in Neapel übernahmen. Das Schiff wurde aufgelegt und 1894 an Wilhelm Bade mit Kapitän Wempe verchartert, der mit ihm ab dem 5. August eine vierwöchige Spitzbergen-Kreuzfahrt durchführte.
Während die Schwesterschiffe verkauft wurden, wurde die Stettin auf der Seebeck-Werft um 16 m verlängert, um die Lübeck auf der Zweiglinie Singapur – Neuguinea zu ersetzen, die ein größeres Schiff benötigte. Ab Juli 1900 wurde die Stettin bis nach Sydney eingesetzt (Linienverlängerung).
Im November 1900 wurde die Stettin nach China (zuletzt Loong Yue) verkauft, gelangte 1917 in japanischen Besitz (Ryuyu Maru) und wurde 1931 abgebrochen.

## Die SchwesterschiffeLübeckundDanzig
Die Lübeck hatte am 30. Juni 1886 ihre Überführungsfahrt nach Sydney begonnen. Am 7. September fuhr sie erstmals auf der vereinbarten Zweiglinie nach Tonga und Apia (Samoa). Ab April 1893 bediente sie dann die neu vereinbarte Zweiglinie Singapur über Batavia nach Neuguinea.
Ende 1895 wurde das Schiff verkauft und ging 1903 als japanische Gaisen Maru durch Strandung verloren.
Die im November 1886 abgelieferte Danzig nahm am 11. Februar 1887 den Dienst auf der vereinbarten Zweiglinie Triest – Brindisi – Port Said auf. Am 15. Juli 1987 eröffnete sie die verkürzte Zweiglinie ab Brindisi. Als 1893 diese Postzubringerlinie eingestellt wurde, fuhr die Danzig noch eine Zeit auf einer Küstenlinie Genua – Neapel – Palermo. Wie im Vorjahr die Stettin wurde die Danzig 1895 an Wilhelm Bade verchartert, der mit ihr (Kapitän wieder Wempe) vom 17. Juli bis 16. August 1895 eine weitere Spitzbergen-Kreuzfahrt durchführte. Dabei rammte sie einen nicht kartierten Unterwasserfelsen und beschädigte sich den Doppelboden, kam aber aus eigener Kraft wieder frei.
Im November an Sloman verkauft, wurde sie in Frascati umbenannt. 1900 nach England weiterverkauft, ging sie am 4. Januar 1902 durch Strandung auf Watling Island, Bahamas, auf einer Fahrt von New York nach Jamaika verloren.
Siehe: Liste von Schiffen mit dem Namen Lübeck